# Pippa Passes
Pippa Passes és una població dels Estats Units a l'estat de Kentucky. Segons el cens del 2000 tenia 297 habitants.

## Demografia
Segons el cens del 2000, Pippa Passes tenia 297 habitants, 48 habitatges, i 30 famílies. La densitat de població era de 216,4 habitants/km².
Dels 48 habitatges en un 39,6% hi vivien nens de menys de 18 anys, en un 60,4% hi vivien parelles casades, en un 2,1% dones solteres, i en un 37,5% no eren unitats familiars. En el 37,5% dels habitatges hi vivien persones soles el 4,2% de les quals corresponia a persones de 65 anys o més que vivien soles. El nombre mitjà de persones vivint en cada habitatge era de 2,54 i el nombre mitjà de persones que vivien en cada família era de 3,47.
Per edats la població es repartia de la següent manera: un 13,8% tenia menys de 18 anys, un 62% entre 18 i 24, un 12,8% entre 25 i 44, un 8,8% de 45 a 60 i un 2,7% 65 anys o més.
L'edat mediana era de 21 anys. Per cada 100 dones de 18 o més anys hi havia 17,4 homes.
La renda mediana per habitatge era de 36.250 $ i la renda mediana per família de 73.250 $. Els homes tenien una renda mediana de 38.625 $ mentre que les dones 25.500 $. La renda per capita de la població era de 10.780 $. Entorn del 3,1% de les famílies i el 12,3% de la població estaven per davall del llindar de pobresa.

## Poblacions més properes
El següent diagrama mostra les poblacions més properes.